# DLVO-Theorie

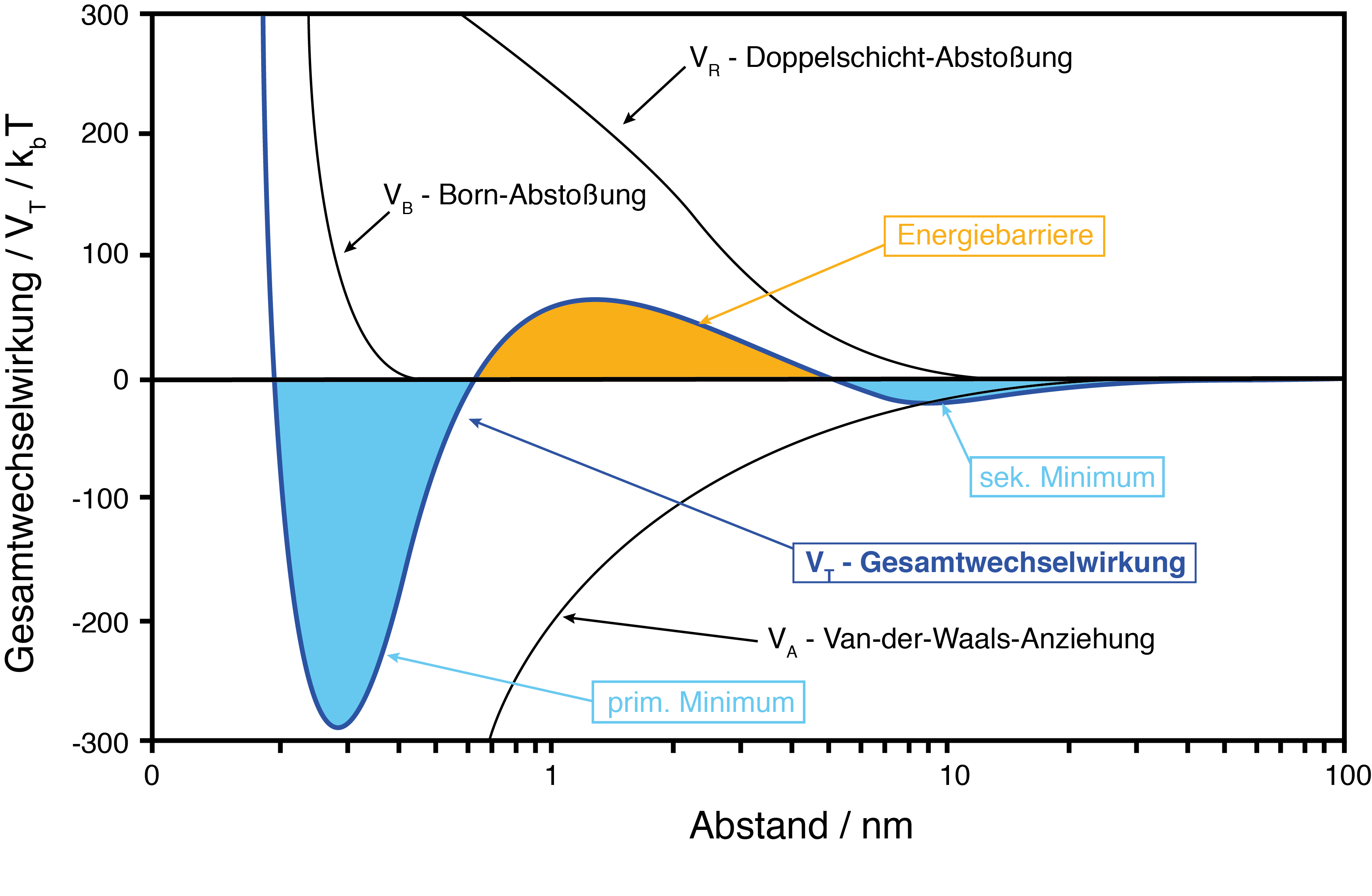
Vereinfachte Darstellung der Beiträge verschiedener Energien zur Gesamtenergiefunktion der DLVO-Theorie (Gesamtwechselwirkung).

Die DLVO-Theorie (benannt nach Boris Derjaguin, Lew Dawidowitsch Landau, Evert Verwey, Theodoor Overbeek) ist eine theoretische Beschreibung, die sich mit der Stabilität kolloidaler Systeme auf der Grundlage von attraktiven und repulsiven, zum Beispiel sterischen, elektrostatischen oder van-der-Waalsschen Wechselwirkungen zwischen den dispergierten Teilchen beschäftigt.
Die Oberflächen der kolloiden Teilchen werden als Kondensatorplatten verstanden, an deren Oberflächen sich in einer Elektrolytlösung elektrochemische Doppelschichten ausbilden. Nähern sich die Teilchen an, so überlappen sich die Doppelschichten. Die daraus resultierenden repulsiven Kräfte haben eine größere Reichweite als die anziehenden Van-der-Waals-Kräfte. Ungeschützte Dispersionen werden so elektrostatisch stabilisiert.
Für zwei Kugeln mit dem Radius {\displaystyle a} und einer konstanten Oberflächenladung {\displaystyle Z} bei einem Schwerpunktsabstand {\displaystyle r} in einem Fluidum mit einer dielektrischen Konstante {\displaystyle \epsilon } und einer Konzentration {\displaystyle n} an monovalenten Ionen ergibt sich das elektrostatische Potential als die Coulombkraft oder Yukawa-Abstoßung
{\displaystyle \beta U(r)=Z^{2}\lambda _{B}\,\left({\frac {\exp(\kappa a)}{1+\kappa a}}\right)^{2}\,{\frac {\exp(-\kappa r)}{r}},}
mit {\displaystyle \lambda _{B}} als der Bjerrum-Länge,
{\displaystyle \kappa ^{-1}} als dem Debye-Hückel-Abstand,
der definiert ist als {\displaystyle \kappa ^{2}=4\pi \lambda _{B}n} und mit
{\displaystyle \beta ^{-1}=k_{B}T} als thermischer Energie bei der absoluten Temperatur {\displaystyle T}.

## Geschichte
1923 stellten Peter Debye und Erich Hückel zum ersten Mal ihre Theorie zur Beschreibung der Verteilung von Ionenladungen in einer ionischen Lösung vor.
Der grundsätzliche Gedanke, die linearisierte Debye-Hückel-Theorie auf kolloidale Dispersion anzuwenden, kam von Levine und Dube, die herausfanden, dass geladene kolloidale Partikel eine starke Abstoßung bei geringem Abstand und eine schwache Anziehung bei weitem Abstand erfahren. Jedoch konnte diese Theorie nicht erklären, warum kolloidale Dispersionen in Lösungen mit hoher Ionenkonzentration aggregieren.
1941 präsentierten Derjaguin und Landau eine neue Theorie über die Stabilität von kolloidalen Dispersionen, bei der die stark anziehend wirkenden van der Waalschen Kräfte bei geringem Abstand überlagert werden von den elektrostatischen Kräften, die stärker bei großer Distanz wirken.
Sieben Jahre später stellten Verwey und Overbeek unabhängig voneinander eine Lösung vor, wie die Instabilitäten mit der so genannten DLVO-Theorie beschrieben werden können.

## Herleitung der DLVO-Theorie
Die DLVO-Theorie kombiniert die Kräfte resultierend aus den van-der-Waalsschen Wechselwirkungen und elektrochemische Doppelschicht. Zur Herleitung müssen unterschiedliche Bedingungen und unterschiedliche Gleichungen berücksichtigt werden. Jedoch kann die Herleitung unter Berücksichtigung einiger recht üblicher Annahmen deutlich vereinfacht werden und einfach über die Kombination von zwei separat hergeleiteten Theorien erstellt werden.

### Van-der-Waalssche Anziehung
Van-der-Waals-Kräfte ist der Überbegriff für alle Dipol-Dipol-Wechselwirkungen. Unter der Annahme, dass das Potential zwischen zwei Atomen oder kleinen Molekülen nur anziehend und von der Form {\displaystyle w=-Cr^{-n}}, mit {\displaystyle C} als eine Konstante für die Interaktionsenergie und {\displaystyle n=6} für die Van-der-Waalschen Kräfte. Und weiterhin mit der Annahme, dass die Interaktionsenergie zwischen einem Molekül und einer planaren Fläche sich aus der Summe der Interaktionsenergien aller Moleküle aus der Grenzfläche mit dem Molekül ergibt, kann die gesamte Interaktionsenergie für ein Molekül in Abhängigkeit von der Distanz {\displaystyle D} von der Oberfläche wie folgt angegeben werden
{\displaystyle w(r)=-2\pi C\rho _{1}\int _{z=D}^{z=\infty }\int _{x=0}^{x=\infty }{\frac {x}{(z^{2}+x^{2})^{3}}}dxdz=-{\frac {2\pi C\rho _{1}}{4}}\int _{D}^{\infty }{\frac {1}{z^{4}}}dz=-{\frac {\pi C\rho _{1}}{6D^{3}}}}
mit
der Interaktionsenergie zwischen dem Molekül und der Oberfläche {\displaystyle w(r)},
der Anzahldichte der Oberfläche {\displaystyle \rho _{1}},
dem Abstand senkrecht zur Oberfläche {\displaystyle z} mit
dem Molekül bei {\displaystyle z=0} und
der Oberfläche bei {\displaystyle z=D} sowie
dem Abstand parallel zur Oberfläche {\displaystyle x}.
Damit kann die Interaktionsenergie für große Kugeln mit dem Radius R zu einer planaren Fläche wie folgt berechnet werden
{\displaystyle W(D)=-{\frac {2\pi C\rho _{1}\rho _{2}}{12}}\int _{z=0}^{z=2R}{\frac {(2R-z)z}{(D+z)^{3}}}dz\approx -{\frac {\pi ^{2}C\rho _{1}\rho _{2}R}{6D}}}
mit
der Interaktionsenergie zwischen der Kugel und der planaren Fläche {\displaystyle W(D)} und
der Anzahldichte der Kugel {\displaystyle \rho _{2}}.
Vereinfacht ist die Hamaker-Konstante A definiert als
{\displaystyle A=\left(\pi ^{2}C\rho _{1}\rho _{2}\right)}
womit sich folgende Gleichung ergibt
{\displaystyle W(D)=-{\frac {AR}{6D}}}
Mit einer ähnlichen Methode und mit der Derjaguin-Approximation können die Van-der-Waals Wechselwirkungen zwischen Partikel und unterschiedlichen Geometrien wie folgt berechnet werden
Zwei Kugeln: {\displaystyle W(D)=-{\frac {A}{6D}}{\frac {R_{1}R_{2}}{(R_{1}+R_{2})}}}
Kugel-Fläche: {\displaystyle W(D)=-{\frac {AR}{6D}}}
Zwei Flächen: {\displaystyle W(D)=-{\frac {A}{12\pi D^{2}}}} pro Flächeneinheit

### Elektrochemische Doppelschicht
Es gibt zwei Möglichkeiten, die Dicke der elektrochemischen Doppelschicht herabzusetzen. Zum einen kann die Abschirmung der Oberflächenladung durch Elektrolytzugabe verstärkt und die Schicht dadurch komprimiert werden. Zum anderen kann das Oberflächenpotential durch spezifische Ionenadsorption vermindert werden.
Wird der Teilchenabstand so weit verringert, dass die attraktiven Wechselwirkungen dominant über die Abstoßungskräfte werden, tritt eine Koagulation der Teilchen ein.